# Ariston van Chios
Ariston (of Aristo) van Chios (Oudgrieks: Ἀρίστων ὁ Χίος) was een Grieks Stoïcijns filosoof uit de derde eeuw v.Chr. .
Ariston was een volgeling van Zeno van Citium en wordt daardoor beschouwd als een van de grondleggers van de Stoa. Zijn eigen filosofie week echter op veel punten af van die van Zeno, waardoor hij op bepaalde vlakken eerder tot het Cynisme gerekend moet worden.  Aristons filosofie kan daarom best beschouwd worden als een combinatie van Stoïcisme en Cynisme.
Hij was een welbespraakt man, wat hem de bijnaam "De Sirene" opleverde, maar zijn uitspraken waren niet zelden controversieel. Vele dingen in de wereld waren volgens Ariston volstrekt waardeloos. Dit omdat we er als mens geen vat op kunnen krijgen of controle over kunnen uitoefen. Zo had hij een afkeer van de logica en verwierp hij de natuurfilosofie, aangezien die laatste buiten de mogelijkheden van de mens lag. De beste verhouding ten opzichte van deze zaken is complete onverschilligheid. De ethiek was voor Ariston het enige waardige studiedomein, maar zelfs hier moest men zich steeds beperken tot algemene en theoretische vragen. Hij wees Zeno's theorie van de verlangbare dingen tussen deugd en ondeugd. Voor Ariston was er maar één echte deugd, namelijk een heldere, intelligente en gezonde gesteldheid van geest, de Hygeia.
In zijn latere leven werd hij door Zeno bekritiseerd omwille van zijn persoonlijke gewoonten. Ondertussen had hij echter een eigen kring van volgelingen, die de "Aristonici" genoemd worden, en had hij zijn eigen school gesticht in het gymnasium van Cynosarges. Onder zijn volgelingen bevond zich ook Eratosthenes. Als zijn belangrijkste tegenstander wordt de filosoof Arkesilaos genoemd, die op vele vlakken kritiek uitte tegen Ariston.
Ariston wordt veel geciteerd in de geschriften van de Stoïcijnen uit de periode van de late Stoa, onder andere bij Epictetus, Marcus Aurelius en Cicero.
Ariston wordt dikwijls verward met een andere Griekse filosoof, Ariston van Ceos, die ook bekend is onder de naam Ariston van Iulis en die Lycos van Troas opvolgde als leider van de Peripatetische School. 

- Bibsys: 94010522
- Bibliothèque nationale de France: cb12062034g (data)
- Catàleg d'autoritats de noms i títols de Catalunya: 981058507784106706
- Gemeinsame Normdatei: 102381518
- International Standard Name Identifier: 0000 0000 2341 1794
- Library of Congress Control Number: n83180710
- Nationale Bibliotheek van Israël: 987007428047305171
- Nederlandse Thesaurus van Auteursnamen: 069851042
- Réseau des bibliothèques de Suisse occidentale: 02-A010045131
- LIBRIS: 301711
- Système universitaire de documentation: 119871327
- Virtual International Authority File: 4915249